# Arktis Nordost
Arktis Nordost ist ein dreiteiliger Dokumentarfilm von Helmut Voitl aus dem Jahr 1996. Er thematisiert die Tegetthoff-Expedition.

## Inhalt
Das Expeditionsschiff „Admiral Tegetthoff“ brach im Jahr 1872 zu einer Fahrt in die damals noch weitgehend unerforschte nordöstliche Arktis auf. An Bord befanden sich der Kapitän Carl Weyprecht, die 19-köpfige Besatzung und der Expeditionsleiter Julius von Payer. Auf ihrer Expedition stießen sie dabei zunächst auf unbekannte Meerestiere und bizarre Eisgebilde. Schließlich wurde das Schiff mehr und mehr vom Eis eingeschlossen, bis es – völlig den Naturgewalten überlassen – zu sinken drohte. Das Expeditionsschiff driftete monatelang hilflos in Richtung Nordwesten. Am 30. Juni 1873 sichtete die Besatzung völlig unerwartet Land und entdeckten eine bisher unbekannte Inselgruppe, die sie nach dem österreichischen Kaiser „Franz-Joseph-Land“ tauften.
Die Dokumentarfilmreihe versucht die damaligen Ereignisse in den drei Teilen „Odyssee im Polarmeer“, „Oase im Eis“ und „Weiße Wildnis“ nachzustellen. Im Jahr 2003 entstand als weiterer Film Die Eisfalle – Die arktische Odyssee der Tegetthoff als Fortsetzung dieser Dokumentation.

## Dreharbeiten
Der Film entstand im Rahmen von fünf Arktisexpeditionen zwischen 1992 und 1996 nach Franz-Joseph-Land. Es wurde ein originalgetreuer Nachbau der „S/X Admiral Tegetthoff“ in Wien angefertigt und an die Nordküste der Ziegler-Insel transportiert, rund 100 Kilometer nördlich des Ortes, an dem das Original 1873 vom Packeis eingeschlossen wurde. Die Firma „Universum“ produzierte den Dokumentarfilm. Das Filmteam arbeitete mehrere Wochen im arktischen Winter bei Temperaturen bis zu −68 °C. Noch nie zuvor gab es ein so weit nördlich gelegenes Filmset.

## Veröffentlichungen
- 17. Juni 1996 – Arktis Nordost 1: Odyssee im Polarmeer (VHS)
- 17. Juni 1996 – Arktis Nordost 2: Die Oase im Eis (VHS)
- 17. Juni 1996 – Arktis Nordost 3: Weiße Wildnis (VHS)